# StrataFlash

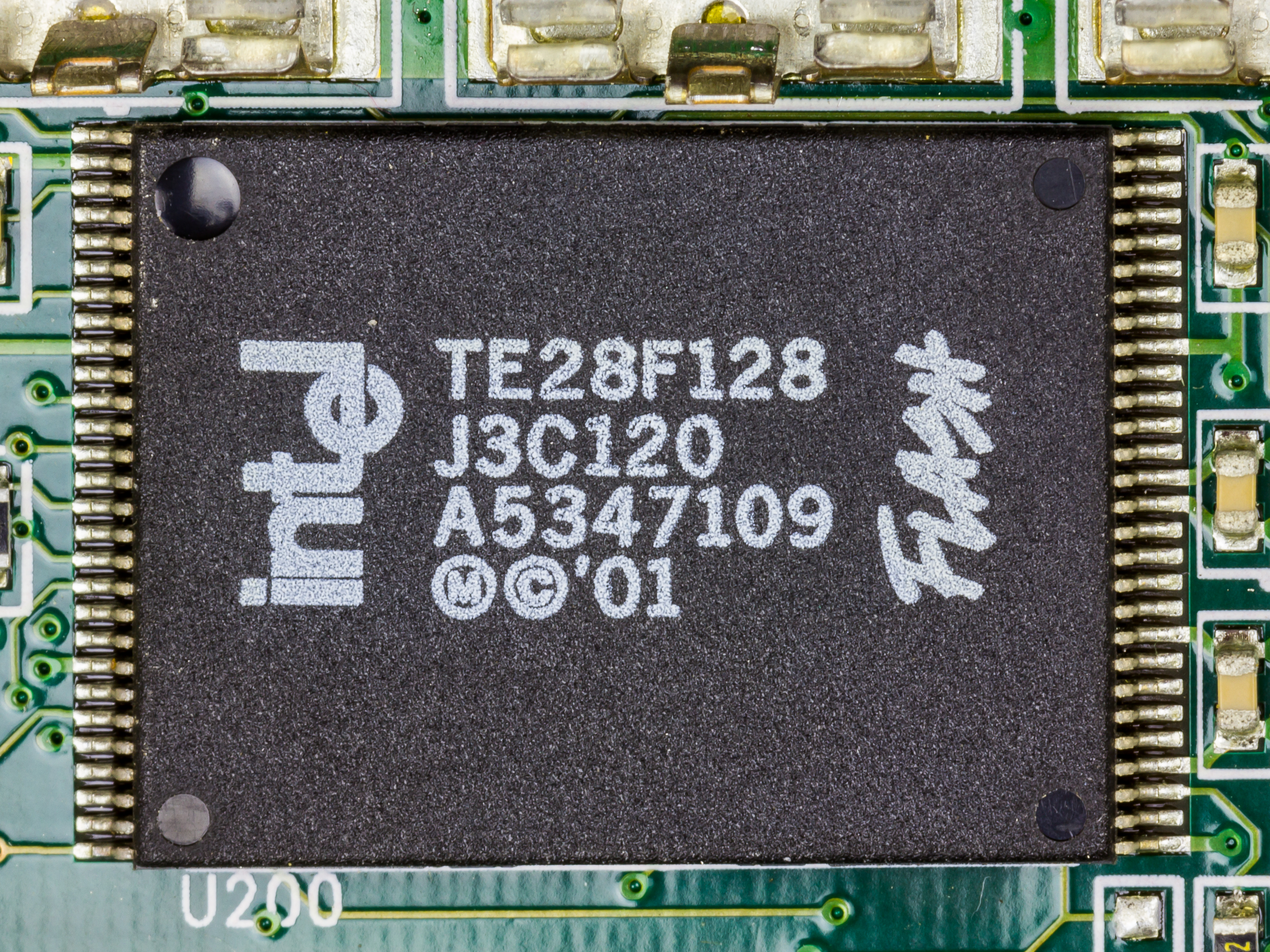
Intel TE28F128J3C-120

StrataFlash (auch Intel StrataFlash Memory) ist Intels Markenbezeichnung für eine Serie von Niedrig-Spannungs-Flash-Speichern, die mit dem hauseigenen 0,13-µm-Prozess hergestellt werden. Der Speicher wurde für mobile Lösungen geschaffen. Er wird mit 1,8 V oder 3 V betrieben. Derzeit verfügbare Speichergrößen sind 8 MBit, 16 MBit und 32 MBit. Werden einzelne Bausteine kombiniert, sind mit derzeitigen XScale Prozessoren bis zu 128 MBit direkt adressierbar.
Ende März 2008 gliederte Intel den größten Teil der Flash-Produktion in ein Joint-Venture-Unternehmen mit STMicroelectronics aus. Das neue Unternehmen bekam den Namen Numonyx.